# 에이브러햄 피어슨 주니어

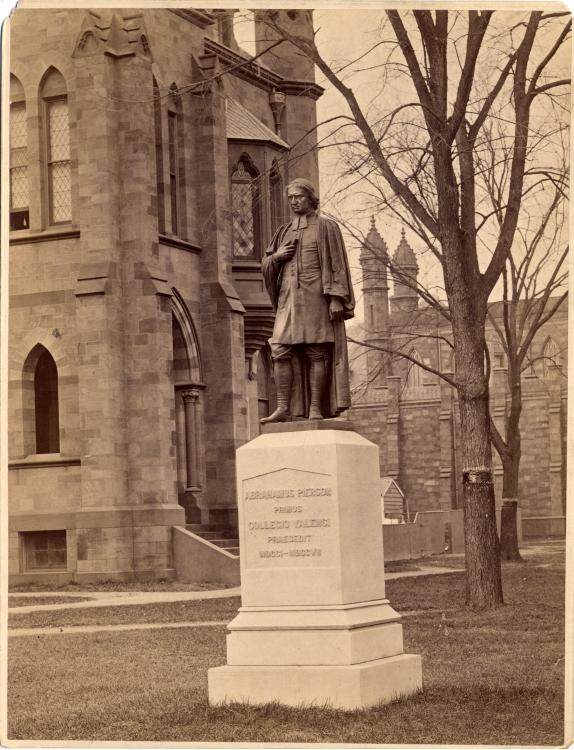
예일대학교에 있는 피어슨 주니어 목사의 동상

에이브러햄 피어슨 주니어(Abraham Pierson Jr., 1646년 - 1707년 3월 5일)는 예일 대학교의 전신인 컬리지 스쿨의 설립 멤버중 한 사람이며 1701년부터 1707년까지 교장을 역임하였다. 그의 아버지 에이브러햄 피어슨 시니어 목사는 청교도 출신의  회중교회 목사였다. 그는 아들인 피어슨 주니어에게 많은 책을 주었는데 후에 예일 대학교의 설립시 기증되었다. 에이브러햄 피어슨 목사는 메사추세스 주 린에서 태어나서 하버드 대학교를 졸업했다. 그의 사택에서 예일 대학교가 처음으로 시작되었다고 전해진다.

## 같이 보기
- 아더 태펀 피어선
- 에이브러햄 피어슨 (1613년)